# Polypodium cambricum
Espèce
Le Polypode austral, ou Polypodium cambricum, est une espèce de plante du genre Polypodium et de la famille des polypodiacées.
Elle est originaire de l'Europe de l'Ouest et du Sud.
L'épithète cambricum vient de Cymru, le nom originel du pays de Galles.